# Fos Provence Basket
El Fos Provence Basket es un equipo de baloncesto francés con sede en la ciudad de Fos-sur-Mer, que compite en la Pro B, la segunda competición de su país. Disputa sus partidos en la Halle des Sports Parsemain, con capacidad para 1.387 espectadores.

## Historia
El 13 de enero de 1972, Paul Bruyère y Jean Lovato fundaron el club bajo el nombre de Frat Fosséenne, en una época de grandes obras de construcción en la zona industrial del puerto de Fos-sur-Mer. El exjugador del  club entre los años 2000 y 2003, Rémi Giuitta, fue nombrado entrenador del equipo para la temporada 2003-2004, temporada que jugaron en la NM2 (4ª división del baloncesto francés).
En la temporada 2017-2018, el club hizo historia al ascender por 1ª vez en su historia a la Jeep Élite (1ª división del baloncesto francés), tras vencer en la final de los play-offs de la Pro B (2ª división del baloncesto francés) por 2-0 al Chorale Roanne Basket. En su debut en la Jeep Élite, el equipo perdió sus dos primeros partidos fuera de casa. En su tercer partido, el primero en casa, el Fos Provence Basket recibió en la Halle Parsemain al JDA Dijon pero perdió holgadamente por 61-82 en un pabellón casi abarrotado. El 26 de septiembre de 2018, durante la sexta jornada del campeonato, el equipo ganó el primer partido de su historia en la Jeep Elite, tras vencer al Boulazac Basket Dordogne.
En la temporada 2018-2019, el equipo quedó 17º en la Jeep Élite con un balance de 9-25 y descendió a la Pro B, para regresar dos años después (temporada 2020-2021) tras proclamarse campeones de la Pro B. El 18 de enero de 2020, en la jornada en la que se recibia al Saint-Quentin Basket-Ball en el Palais des sports de Marseille, el club estableció su récord de asistencia en un partido con 3.384 espectadores.
El equipo descendió de nuevo a la Pro B al final de la temporada 2022-2023, tras quedar 18º con un balance de 10-24.

## Trayectoria
| Temporada | Nivel | Liga          | Pos. | Resultado          | Copa de Francia  |
| --------- | ----- | ------------- | ---- | ------------------ | ---------------- |
| 2002–03   | 5     | NM3           | 1º   | Ascenso            | -                |
| 2003–04   | 4     | NM2           | -    | -                  | -                |
| 2004–05   | 4     | NM2           | -    | -                  | -                |
| 2005–06   | 4     | NM2           | 1º   | Ascenso            | -                |
| 2006–07   | 3     | NM1           | 6º   | Cuartos de final   | 32avos de final  |
| 2007–08   | 3     | NM1           | 5º   | Cuartos de final   | 16avos de final  |
| 2008–09   | 3     | NM1           | 3º   | Ascensoplay-offs   | -                |
| 2009–10   | 2     | Pro B         | 10º  | -                  | 16avos de final  |
| 2010–11   | 2     | Pro B         | 4º   | Semifinales        | 16avos de final  |
| 2011–12   | 2     | Pro B         | 4º   | Semifinales        | 32avos de final  |
| 2012–13   | 2     | Pro B         | 6º   | Cuartos de final   | 16avos de final  |
| 2013–14   | 2     | Pro B         | 7º   | Cuartos de final   | 32avos de final  |
| 2014–15   | 2     | Pro B         | 13º  | -                  | Cuartos de final |
| 2015–16   | 2     | Pro B         | 2º   | Semifinales        | 16avos de final  |
| 2016–17   | 2     | Pro B         | 2º   | Semifinales        | 16avos de final  |
| 2017–18   | 2     | Pro B         | 4º   | Campeonesplay-offs | 32avos de final  |
| 2018–19   | 1     | Jeep Élite    | 17º  | Descenso           | 32avos de final  |
| 2019-20*  | 2     | Pro B         | 13º  | -                  | 16avos de final  |
| 2020–21   | 2     | Pro B         | 1º   | Ascensocampeones   | 32avos de final  |
| 2021–22   | 1     | Betclic Élite | 16º  | -                  | Cuartos de final |
| 2022–23   | 1     | Betclic Élite | 18º  | Descenso           | 16avos de final  |
| 2023-24   | 2     | Pro B         | 16º  | -                  | 16avos de final  |

*La temporada fue cancelada debido a la pandemia del coronavirus.

## Palmarés

### Liga
- Pro B

-   -   Campeones (1): 2021
  -   Campeones Play-Offs (1): 2018

- NM2

-   -   Campeones (1): 2006

- NM3

-   -   Campeones (1): 2003

### Copa
- Leaders Cup Pro B

-   -   Campeones (1): 2021

## Jugadores destacados
| - Jaraun Burrows (2017-2019, 2020-2021) - Junior Mbida (2019-2020) - Charles Abouo (2017-2018, 2019-2020) - Deishuan Booker (2022) - Aaron Broussard (2014-2017) - Bill Clark (2011-2012, 2014) - Lee Cummard (2010-2011, 2012) - Chris Davis (2012-2014) - LaRon Dendy (2015-2016) - Jamar Diggs (2020-2022, 2023-2024) - Marcus Dove (2018-2019) - Edwin Draughan (2008-2009) |  | - Garlon Green (2022-2023) - Malik Hairston (2018-2019) - Ron Lewis (2018-2019) - Amadie McKenzie (2014-2015) - Richard Roby (2012) - Robert Turner (2023-) - Jarvis Varnado (2019) - Brad Waldow (2016-2017) - Caleb Walker (2019-2020) - Mike Wallace (2007-2008) - John Williamson (2012-2013) |  | - Samuel Haanpää (2008-2009) - Jordan Aboudou (2017-2019, 2023-2024) - Milan Barbitch (2022-2023) - Kevin Bichard (2004-2008) - Damien Bouquet (2023-) - Renaud Brocheray (2008-2010) - Edouard Choquet (2011-2015, 2017-2022) - Philippe Haquet (2009-2013) - Abdoulaye M'Baye (2017-2019) - Pierre Pelos (2017-2019) - Ismaïla Sy (2009-2010) - Mohamed Sy (2008-2009) |  | - Aurélien Toto N'Koté (2006-2009, 2013) - Shevon Thompson (2022-2023) - David Huertas (2009-2010) - Danijel Zoric (2007-2008) - Mattias Markusson (2023-2024) - / Kevin McClain (2020-2022) - / Nik Caner-Medley (2020-2021, 2021) - / Crawford Palmer (1993-1996) - / Tariq Kirksay (2017-2019) - / Sherman Gay (2009-2012, 2013-2014) - / Lasan Kromah (2021-2022) |  | - / Derrick Obasohan (2015-2017) - / Karim Atamna (2010-2014) - / Jean-Michel Mipoka (2020-2022) - / Issife Soumahoro (2012-2013) - / Moussa Badiane (2013-2014) - / Mohamed Hachad (2010-2014, 2019-2020) - / Mamadou Dia (2006-2021) - / Babacar Cissé (2007-2011) |